# Virgen del Lledó de Valls
Virgen del Lledó de Valls es una iglesia del municipio de Valls (Alt Camp) declarada como bien cultural de interés local.

## Descripción
Actualmente la iglesia presenta las características del siglo XVIII en qué fue edificada. Tiene 24 m de longitud por 9 m de ancho. Tiene planta basilical de 3 naves, una central y dos laterales convertidas en capillas. Es de tres tramos y ábside modificado. La cubierta es de bóveda de cañón. Tiene 6 ventanas en el arranque de la bóveda, entre los arcos torales. El coro está situado en el primer tramo, a los pies de la iglesia, y abarca toda la nave central. La fachada, barroca, es de tres cuerpos: uno central, más elevado y con cubierta a dos vertientes, y dos laterales que se corresponden con las naves interiores. La puerta de entrada se cubre con galería. El edificio es de piedra y está coronado con una espadaña.

## Historia
Hay una escritura de 1366 que demuestra la existencia de una primera capilla. En 1367 se acordó la construcción de otra capilla, posando la imagen encima el tronco del almez en el cual, según la tradición, habría sido allada. La Universidad de Valls pidió el 1396 que el Santo Padre declarara la iglesia priorato, bajo los auspicios de los canónigos de san Agustín. Desde el 1586 se hicieron cargo los frailes capuchinos, los cuales inauguraron la nueva capilla (tercera) en 1725. Los capuchinos permanecieron en la iglesia del Lledó hasta 1835, cuando se marcharon a causa de la Ley de Desamortización de Mendizábal. La iglesia continuó siendo santuario hasta aproximadamente en 1970, cuando se convirtió en parroquia.

César Martinell Brunet describe así la tradición del hallazgo:
En el año 1366, reinando en Cataluña Pedro IV, que se encontraba de paso en Valls reunido con sus familiares en el Castillo el día 24 de enero de dicho año, se acordó que las tropas procedieran a una tala de árboles de la parte de bosque o barch de Pedro Castelló, para facilitar el paso del ejército hacia Lérida. Con este motivo fue hallada una hermosa imagen llamada del Lledó, por haber sido encontrada en un almez (lledoner)... Al principio no tuvo su nombre actual, sino que fue llamada indistintamente del Milagro o del Camp d'en Castelló en donde se le edificó una capilla, después denominada del Lledó, cuya primera piedra, que tenía grabadas las armas de la universidad y del arzobispado, colocó este personalmente, siéndolo don Pedro Clasquerí, en el año 1366. Esta capilla fue edificada, según cuenta la tradición, por haber expresado el Cielo con manifiestas señales que se le edificase en aquel lugar; pues habiendo sido colocada primitivamente la Imagen en la Capilla de Santa Tecla del Castillo, se trasladó por sí sola al árbol donde fue encontrada, sucediendo esto segunda vez, después de llevada a la Iglesia Parroquial. Persuadidos de que no quería permanecer en otro lugar que en el de su invención, acordaron cortar el almez y construir allí la capilla, disponiéndose que la virgen tuviera su medio Trono en medio del tronco.
Son de notar las extrañas coincidencias y similitudes con la leyenda del hallazgo de Virgen de Lidón de Castellón de la Plana: el año 1366, el nombre del propietario del campo (Pedro), el hallazgo en un almez, la voluntad de la Virgen de permanecer en el lugar en que fue hallada mediante el traslado milagroso desde la iglesia parroquial hasta el lugar y la subsiguiente construcción del templo. Además, sorprende que el propietario del lugar en el que se encontraba se apellidase Castelló.